# Curepto
Curepto is een gemeente in de Chileense provincie Talca in de regio Maule. Curepto telde 9.448 inwoners in 2017 en heeft een oppervlakte van 1074 km².